# Fontaine des Haudriettes
La fontaine des Haudriettes est située dans le 3e arrondissement de Paris.

## Situation
La fontaine est située sur la place Patrice-Chéreau, au niveau du no 1 rue des Haudriettes, au carrefour de la rue des Archives, de la rue des Haudriettes et de la rue des Quatre-Fils.

## Description
La fontaine constitue un édicule isolé de toutes parts de plan trapézoïdal. Sur le grand côté est le bassin qui recueille l'eau qui jaillit par un mascaron en forme de tête de lion. 
Au-dessus figure un bas-relief en pierre de Pierre-Philippe Mignot (1715-1770) qui représente une naïade vue de dos allongée dans les roseaux et appuyée sur son urne. Le modèle en plâtre de la Naïade fut présenté au Salon de 1765 (no 222). Ce fut la dernière participation de Mignot au Salon de l'Académie royale. Le bas-relief est situé en applique dans le piédestal du dais. Ce dernier est couronné par un fronton triangulaire et le tout est surmonté d'un attique.

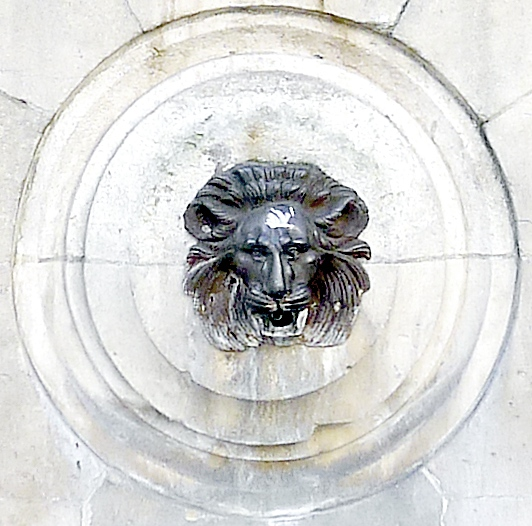
Mascaron de lion.
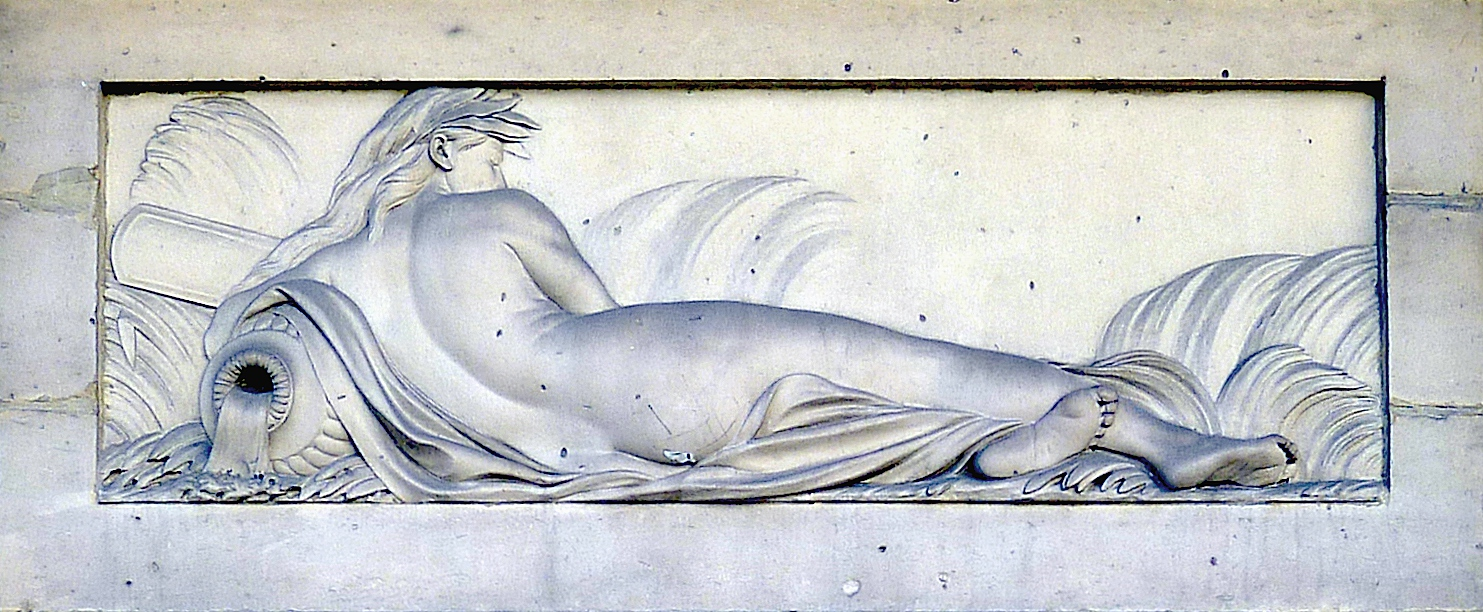
Pierre-Philippe Mignot, Naïade (vers 1865), bas-relief.

## Historique
La fontaine a été construite en 1764 par l'architecte Pierre-Louis Moreau-Desproux,, maître général des Bâtiments de la Ville de Paris, sur ordre du prévôt des marchands et aux frais du prince François de Rohan en remplacement de la fontaine Neuve qui datait de 1636. À l'origine, la fontaine était adossée à un bâtiment. Elle a plusieurs fois été restaurée, en particulier en 1836 par Davidet déplacée en 1933 par l'ingénieur L.-C. Heckly pour élargir la rue.
Originellement alimentée par les eaux de Belleville, la fontaine a ensuite distribué l'eau du canal Saint-Martin après qu'il a été creusé.
Elle fait l'objet d'une inscription au titre des monuments historiques depuis le 24 mars 1925.